# بوشكاش أكاديميا
بوشكاش أكاديميا هو نادي كرة قدم مجري يلعب في البطولة الوطنية المجرية،تأسس النادي في 2005.